# Поствакцинальний синдром
Поствакцинальний синдром (або поствакцинний синдром, Post Vac) використовується в контексті тривалих і тривалих COVID-подібних симптомів після вакцинації проти COVID-19. Термін не означає певного захворювання чи діагнозу. Немає доведеного причинно-наслідкового зв'язку між вакцинацією проти COVID-19 та станами, які відносять до поствакцинального синдрому, зокрема синдромом хронічної втоми, синдромом постуральної тахікардії, та тривалими станами, схожими на COVID. Цей синдром ще мало вивчений.

## Звіт про безпеку від Інституту Пауля Ерліха
Інститут Пауля Ерліха щокварталу публікує звіти про безпеку підозрюваних випадків побічних ефектів вакцинації та ускладнень вакцинації схваленими вакцинами проти COVID-19, і оцінює їх. У своєму звіті про безпеку за вересень 2022 року, який охоплює період із початку кампанії вакцинації в Німеччині, з 27 грудня 2020 року до 30 червня 2022 року, інститут уперше використав термін «Поствакцинальний синдром», і досліджував «підозрілі повідомлення про довготривалі скарги після вакцинації проти COVID-19». Використовуючи аналіз «спостереження проти очікуваного» (OvE), інститут не виявив жодного зв'язку з синдромом хронічної втоми, синдромом постуральної тахікардії та тривалих симптомах, схожих на COVID, у зв'язку з вакцинацією проти COVID-19. Це означає, що ці зареєстровані випадки траплялися не частіше за той самий період, ніж у порівнянній, але невакцинованій групі населення.
Інститут Пауля Ерліха також зазначає, що, згідно з результатами досліджень у Великій Британії та Італії, вакцинація проти COVID-19, найімовірніше, також захищає від тривалого COVID-19.

### Звіт за 2022 рік
У рамках звіту про безпеку було більш детально розглянуто появу повідомлень про підозрілі випадки з Німеччини. Оскільки в базі даних побічних ефектів Європейського агентства з лікарських засобів (EudraVigilance) до моменту розслідування в Європейській економічній зоні (ЄЕЗ) було враховано 54,6 % повідомлень про «післявакцинальні» симптоми (синдром хронічної втоми, післявакцинальний синдром, синдром постуральної ортостатичної тахікардії, тривалий COVID) надійшли з Німеччини, але Німеччина не провела 55 % вакцинацій у ЄЕЗ, тому не могло бути виключеною «упередженість звітності» через непропорційно високу кількість випадків поствакцинального синдрому в Німеччині. Більшість повідомлень про побічні ефекти в Німеччині надійшли від самих пацієнтів.

### Звіт за 2023 рік
У червні 2023 року Інститут Пауля Ерліха повідомив, що практично половина зареєстрованих у світі випадків (станом на 31 березня 2023 року) симптомів, схожих на довгий COVID-19 після вакцинації проти COVID-19 («синдром після вакцинації»), походить з Німеччини. Епідеміолог Тімо Ульріхс (Акконський університет Берліна) пояснив, що «очевидно, що в Німеччині побічних ефектів після вакцинації не більше, ніж в інших країнах», і говорив про простішу систему звітності та більш критичне ставлення щодо щеплень як гіпотез, які потребують перевірки. Вірусолог Фрідеманн Вебер (Гіссенський університет) підозрює, що причиною є збільшення кількості негативних повідомлень про вакцинацію в Німеччині та пояснив: «Тому я не здивований, якщо Німеччина є світовим чемпіоном з експорту, коли йдеться про повідомлення про підозрілі випадки». Однак загалом, згідно з Інституту Пауля Ерліха, кількість звітів про поствакцинальний синдром загалом низька.

## Консультація у випадку поствакцинального синдрому
З початку 2022 року Університетська лікарня Гіссена та Марбурга пропонує спеціальну консультацію «Post Vax» у Марбурзі на додаток до міждисциплінарної амбулаторії для прийому пацієнтів з наслідками COVID-19. Вона спрямована на осіб із тривалими симптомами, які виникли після вакцинації проти SARS-CoV-2, а також на хворих із проблемами з серцем після інфікування COVID-19.
Крім того, пацієнти, які мають ускладнення після вакцинації, отримують допомогу у вигляді неврологічних консультацій після COVID-19 у неврологічній клініці Шаріте в Берліні, але лише якщо прояви синдрому переважно неврологічні. Там також можлива онлайн-консультація, але з квітня 2022 року вона більше не покривається медичними страховими компаніями як стандартна виплата.
Крім того, у багатьох містах і громадах Німеччини створені групи самодопомоги з поствакцинального синдрому.

## Невизнане дослідження VaccinationSurv
Клініка Шаріте в Берліні дистанціювалася від заяв одного з маловідомих науковців про частоту побічних ефектів після вакцинації проти COVID-19. Гаральд Маттес, професор інтегративної та антропософської медицини, заявив після онлайн-опитувань у рамках свого невизнаного дослідження «VaccinationSurv», що відповідальний Інститут Пауля Ерліха (PEI) не реєстрував побічних ефектів. Він стверджував, що довів, що серйозні побічні ефекти виникали в 0,8 % щеплень, тобто в одної з 125 щеплених осіб. «Шаріте», з іншого боку, дійшлав висновку, що «профіль безпеки […] не може бути медично та науково обґрунтованим без медичної оцінки причинно-наслідкового зв'язку з введеною вакциною». Термін «важкі побічні ефекти» не був визначений ні в етичній заявці на дослідження, ні в протоколі дослідження. Крім того, люди могли брати участь в опитуванні кілька разів і без перевірки.